# Öfttjärnen
Öfttjärnen är en sjö i Nordanstigs kommun i Hälsingland och ingår i Harmångersåns huvudavrinningsområde. Sjön har en area på 0,05 kvadratkilometer och ligger 120 meter över havet. Sjön avvattnas av vattendraget Öfttjärnen.

## Delavrinningsområde
Öfttjärnen ingår i det delavrinningsområde (687814-156789) som SMHI kallar för Ovan 687717-156712. Medelhöjden är 112 meter över havet och ytan är 1,63 kvadratkilometer. Det finns inga avrinningsområden uppströms utan avrinningsområdet är högsta punkten. Öfttjärnen som avvattnar avrinningsområdet har biflödesordning 2, vilket innebär att vattnet flödar genom totalt 2 vattendrag innan det når havet efter 27 kilometer. Avrinningsområdet består mestadels av skog (80 procent). Avrinningsområdet har 0,05 kvadratkilometer vattenytor vilket ger det en sjöprocent på 3 procent.